# Lacs de Micoulaou
Les lacs de Micoulaou sont des  lacs pyrénéens français situés administrativement dans la commune d'Arrens-Marsous dans le département des Hautes-Pyrénées, dans le Lavedan en Occitanie.
Les lacs ont une superficie de 0,5 ha pour une altitude de 2 362 m, ils atteignent une profondeur de 3 m.

## Géographie
Les lacs de Micoulaou sont  des lacs naturels situés dans l'enceinte du parc national des Pyrénées, dans la vallée d'Arrens en val d'Azun.

### Topographie
| Pic d'Artouste (2 816 m)       | Lac de Batcrabère supérieur (2 180 m) | Refuge de Larribet (1 958 m) |
| Pic Palas (2 974 m)            | lacs de Micoulaou                     | Crête de la Garenère         |
| Sommet de Batcrabère (2 707 m) | Pic du Balaïtous (3 144 m) Col Noir   |                              |

### Hydrographie
Les lacs ont pour émissaire le ruisseau de Larribet.

## Protection environnementale
Les lacs sont situés dans le parc national des Pyrénées et fait partie d'une zone naturelle protégée, classée ZNIEFF de type 1 : Hautes vallées des gaves d’Arrens et de Labat de Bun

## Voies d'accès
Les lacs de Micoulaou sont accessibles par le versant est au départ de la centrale électrique de Migouélou prendre le sentier du lac de Suyen et à la toue de Doumblas prendre vers le refuge de Larribet.